# 怒火漫延
《怒火漫延》（英語：The Unleashed Blaze）是香港犯罪動作片，2021年電影《怒火》之精神續作。本電影由郭子健導演、劉德華監製兼領銜主演，謝霆鋒動作指導兼領銜主演，許冠文特別演出，此沙、陳家樂、呂良偉、陳國邦、黃德斌、沈震軒、謝苗、何珮瑜、楊天宇、胡子彤、方平、張文傑、林秋楠、龐景峰、唐嘉麟出演。

## 劇情
代表香港的警隊行動總指揮官方榮宙（劉德華 飾）在警隊聲譽達到巔峰之際，迎來了一場職業與人生的雙重危機。而製造這一切危機的，竟是多年未見的游烈秋（謝霆鋒 飾）。再次相遇，游烈秋變成至惡罪犯將香港陷入巨大危機。方榮宙堅定職責摒棄所有，不向犯罪低頭。命運殊途的兩人被迫站在對立面，在一次次交戰中勾起回憶，又燃燒怒火，殊不知這一切都在黑暗勢力的操控之中。

## 演員表

### 領銜主演
| 演員   | 角色   | 备注                       |
| 劉德華 | 方榮宙 | 香港警務處行動部總指揮官。 |
| 謝霆鋒 | 游烈秋 | 悍匪將領。                 |

### 特別演出
| 演員   | 角色 | 备注 |
| 許冠文 |      |      |

### 主演
| 演員   | 角色   | 备注             |
| 此沙   |        | 悍匪，游烈秋手下 |
| 陳家樂 |        |                  |
| 呂良偉 |        |                  |
| 陳國邦 |        | 警官，方榮宙下屬 |
| 黃德斌 |        |                  |
| 沈震軒 |        | 悍匪，游烈秋手下 |
| 謝苗   | 靳世傑 | 警官，方榮宙下屬 |
| 何珮瑜 | 阿餅   | 警員，方榮宙下屬 |
| 楊天宇 |        | 警員，方榮宙下屬 |
| 胡子彤 |        | 警員，方榮宙下屬 |
| 方平   |        |                  |
| 張文傑 | 阿正   | 警員，方榮宙下屬 |
| 林秋楠 |        | 悍匪，游烈秋手下 |
| 龐景峰 |        |                  |
| 唐嘉麟 |        |                  |

## 製作
2023年香港國際影視展上舉行「2023 英皇電影巡禮」，發佈《怒火蔓延》消息。
2023年10月17日在香港啟德郵輪碼頭舉行開鏡儀式，片名改為《怒火漫延》，这是劉德華與謝霆鋒繼《新少林寺》後相隔12年再合作。

## 外部連結
- 怒火漫延的Facebook專頁
- 怒火漫延的Instagram帳戶
- 香港影庫上《怒火漫延》的資料（繁體中文）
- 豆瓣电影上《怒火漫延》的資料 （简体中文）
- 互联网电影数据库（IMDb）上《怒火漫延》的资料（英文）